# Luigi Carlo Borromeo
Luigi Carlo Borromeo (Graffignana, 26 oktober 1893 - Pavia, 4 juli 1975) was een Italiaans geestelijke en bisschop van de Rooms-Katholieke Kerk.
Paus Pius XII benoemde hem op 4 november 1951 tot titulair bisschop van Choma en hulpbisschop van Lodi.
Hij ontving zijn bisschopswijding op 2 december van dat jaar uit handen van bisschop Pietro Calchi Novati, waarbij bisschop Giuseppe Amici en aartsbisschop Egidio Bignamini optraden als concelebrerende bisschoppen.
Op 28 december 1952 werd Borromeo bisschop van Pesaro. Op 8 december 1971 wijdde hij een nieuw te bouwen parochiekerk aan de heilige Carolus Borromeus.
Mgr. Borromeo nam deel aan het Tweede Vaticaans Concilie. 
Borromeo overleed in Pavia op 1975. Zijn lichaam werd bijgezet in de Kathedraal van Pesaro.